# Fiú légpuska a 2010. évi nyári ifjúsági olimpiai játékokon
A 2010. évi nyári ifjúsági olimpiai játékokon a sportlövészet fiú (10 méteres) légpuska versenyszámát augusztus 22-én rendezték meg a Singapore Sports Schoolban. A selejtező 9:00-kor, a döntő 12:00-kor kezdődött.

## Selejtező
A selejtező első nyolc helyezettje jutott a döntőbe.
| H   | Név                   | Nemzet                        | Sorozat | Sorozat | Sorozat | Sorozat | Sorozat | Sorozat | Összesen | X  | Sz     |
| H   | Név                   | Nemzet                        | 1       | 2       | 3       | 4       | 5       | 6       | Összesen | X  | Sz     |
| --- | --------------------- | ----------------------------- | ------- | ------- | ------- | ------- | ------- | ------- | -------- | -- | ------ |
| 1.  | Ting Jie Gao          | Kína (CHN)                    | 99      | 97      | 99      | 100     | 100     | 99      | 594      | 48 |        |
| 2.  | Illia Charheika       | Fehéroroszország (BLR)        | 99      | 99      | 99      | 100     | 98      | 98      | 593      | 43 |        |
| 3.  | Serhiy Kulish         | Ukrajna (UKR)                 | 98      | 98      | 98      | 99      | 100     | 98      | 591      | 44 |        |
| 4.  | Simon Weithaler       | Olaszország (ITA)             | 98      | 99      | 99      | 95      | 100     | 99      | 590      | 41 |        |
| 5.  | Yong Kim              | Dél-Korea (KOR)               | 97      | 99      | 98      | 99      | 98      | 99      | 590      | 39 |        |
| 6.  | Alexander Thomas      | Németország (GER)             | 96      | 98      | 100     | 99      | 97      | 98      | 588      | 42 |        |
| 7.  | Erick Arzate Marchan  | Mexikó (MEX)                  | 98      | 99      | 96      | 97      | 100     | 97      | 587      | 39 | 52.1   |
| 8.  | Navdeep Singh Rathore | India (IND)                   | 96      | 98      | 100     | 97      | 98      | 98      | 587      | 41 | 46.5   |
| 9.  | Jaakko Bjorkbacka     | Finnország (FIN)              | 98      | 95      | 98      | 100     | 98      | 98      | 587      | 34 | 45.1   |
| 10. | Tiziano Suran         | Horvátország (CRO)            | 99      | 99      | 97      | 96      | 99      | 96      | 586      | 40 |        |
| 11. | John Coombes          | Ausztrália (AUS)              | 99      | 98      | 99      | 98      | 94      | 98      | 586      | 35 |        |
| 12. | Kapás István          | Magyarország (HUN)            | 100     | 97      | 95      | 97      | 97      | 99      | 585      | 31 |        |
| 13. | Petr Plechac          | Csehország (CZE)              | 96      | 98      | 99      | 96      | 97      | 98      | 584      | 37 |        |
| 14. | Jan Lochbihler        | Svájc (SUI)                   | 96      | 97      | 97      | 97      | 99      | 96      | 582      | 40 |        |
| 15. | Irshat Avkhadiyev     | Kazahsztán (KAZ)              | 99      | 94      | 96      | 97      | 97      | 99      | 582      | 35 |        |
| 16. | Elvin Aroldo Lopez    | Guatemala (GUA)               | 95      | 98      | 97      | 96      | 99      | 97      | 582      | 31 |        |
| 17. | Hossam Salah Eldeen   | Egyiptom (EGY)                | 95      | 97      | 98      | 97      | 97      | 95      | 579      | 28 |        |
| 18. | Stefan Rumpler        | Ausztria (AUT)                | 85      | 98      | 99      | 99      | 99      | 96      | 576      | 36 | A 10.0 |
| 19. | Egor Maksimov         | Oroszország (RUS)             | 98      | 99      | 93      | 93      | 95      | 96      | 574      | 26 |        |
| 20. | Salem Alqaydi         | Egyesült Arab Emírségek (UAE) | 92      | 92      | 95      | 93      | 93      | 93      | 558      | 16 |        |

## Döntő
| H     | Név                   | Nemzet                 | Hozott pontok | Sorozat | Sorozat | Sorozat | Sorozat | Sorozat | Sorozat | Sorozat | Sorozat | Sorozat | Sorozat | E     | V     |
| H     | Név                   | Nemzet                 | Hozott pontok | 1       | 2       | 3       | 4       | 5       | 6       | 7       | 8       | 9       | 10      | E     | V     |
| ----- | --------------------- | ---------------------- | ------------- | ------- | ------- | ------- | ------- | ------- | ------- | ------- | ------- | ------- | ------- | ----- | ----- |
| Arany | Ting Jie Gao          | Kína (CHN)             | 594           | 8.9     | 10.3    | 10.0    | 10.7    | 10.5    | 9.6     | 10.3    | 10.1    | 10.0    | 10.5    | 100.9 | 694.9 |
| Ezüst | Illia Charheika       | Fehéroroszország (BLR) | 593           | 9.9     | 10.4    | 10.0    | 10.1    | 10.5    | 10.6    | 9.9     | 9.9     | 10.4    | 9.4     | 101.1 | 694.1 |
| Bronz | Serhiy Kulish         | Ukrajna (UKR)          | 591           | 9.4     | 10.5    | 10.2    | 10.3    | 10.4    | 10.7    | 9.7     | 9.8     | 10.5    | 10.3    | 101.8 | 692.8 |
| 4.    | Yong Kim              | Dél-Korea (KOR)        | 590           | 9.9     | 10.0    | 10.2    | 10.6    | 10.4    | 10.8    | 10.6    | 9.5     | 10.1    | 10.5    | 102.6 | 692.6 |
| 5.    | Alexander Thomas      | Németország (GER)      | 588           | 10.2    | 10.0    | 10.3    | 9.2     | 10.2    | 10.3    | 10.4    | 10.5    | 10.6    | 10.6    | 102.3 | 690.3 |
| 6.    | Erick Arzate Marchan  | Mexikó (MEX)           | 587           | 10.3    | 10.1    | 10.1    | 10.4    | 10.3    | 10.2    | 9.6     | 10.5    | 9.8     | 10.1    | 101.4 | 688.4 |
| 7.    | Simon Weithaler       | Olaszország (ITA)      | 590           | 10.6    | 10.3    | 9.9     | 8.8     | 10.3    | 9.7     | 9.1     | 9.1     | 9.7     | 10.3    | 97.8  | 687.8 |
| 8.    | Bavdeep Singh Rathore | India (IND)            | 587           | 8.8     | 9.6     | 10.2    | 10.1    | 9.6     | 8.8     | 10.5    | 10.6    | 10.4    | 9.9     | 98.5  | 685.5 |

## Fordítás
Ez a szócikk részben vagy egészben  a   Shooting at the 2010 Summer Youth Olympics – Boys' 10 metre air rifle című angol Wikipédia-szócikk fordításán alapul.  Az eredeti cikk szerkesztőit annak laptörténete sorolja fel. Ez a jelzés csupán a megfogalmazás eredetét és a szerzői jogokat jelzi, nem szolgál a cikkben szereplő információk forrásmegjelöléseként.